# هارون كايل
هارون كايل (بالإنجليزية: Aaron Kyle)‏ هو لاعب كرة قدم أمريكية أمريكي، ولد في 6 أبريل 1954 في ديترويت في الولايات المتحدة.

## وصلات خارجية
- هارون كايل على موقع مرجع كرة القدم المحترفة.كوم (الإنجليزية)
- هارون كايل على موقع IMDb (الإنجليزية)